# Villeneuve-la-Lionne
 Villeneuve-la-Lionne  es una población y comuna francesa, en la región de Champaña-Ardenas, departamento de Marne, en el distrito de Épernay y cantón de Esternay.

## Demografía
| 245 | 208 | 194 | 165 | 193 | 246 |
| Para los censos de 1962 a 1999 la población legal corresponde a la población sin duplicidades (Fuente: INSEE [Consultar]) |     |     |     |     |     |